# Équipe du Chili féminine de football à la Coupe du monde 2019
L'équipe du Chili féminine de football participe à la Coupe du monde de 2019 organisée en France du 7 juin 2019 au 7 juillet 2019.

## Qualification
Le Chili se qualifie grâce à sa deuxième place lors de la Copa América féminine 2018.
Les journalistes Javiera Court et Graze Lazcano suivent l'équipe pendant les matchs de préparation de l'équipe jusqu'à leurs matchs de Coupe du Monde et réalisent le documentaire Históricas, sorti en 2021.

## Préparation

### Maillot
Pendant la Coupe du Monde féminine 2019, l'équipe du Chili porte un maillot confectionné par l'équipementier Nike. Le maillot domicile est rouge avec de légères rayures et un col bleu. Le maillot extérieur est blanc avec des rayures rouges plus ou moins épaisses sauf dans une partie où les rayures sont bleues.

## Joueuses et encadrement technique
La sélection finale est annoncée le 19 mai 2019[réf. nécessaire].

## Compétition
Pour un article plus général, voir Coupe du monde féminine de football 2019.

### Format et tirage au sort
Les 24 équipes qualifiées pour la Coupe du monde sont réparties en quatre chapeaux de six équipes. Lors du tirage au sort, six groupes de quatre équipes sont formés, les quatre équipes de chaque groupe provenant chacune d'un chapeau différent. Celles-ci s'affrontent une fois chacune : à la fin des trois journées, les deux premiers de chaque groupe sont qualifiés pour les huitièmes de finale, ainsi que les quatre meilleurs troisième de groupe.
Le Chili est placé dans le chapeau 4. Celui-ci contient les équipes africaines (Jamaïque, Afrique du Sud, Cameroun et Nigeria) aux côtés de deux sud-américaines (Chili et Argentine).
Le tirage donne alors pour adversaires la Thaïlande, la Suède et les États-Unis.

### Premier tour - Groupe F
| Rang | Équipe     | Pts | J | G | N | P | Bp | Bc | Diff |
| ---- | ---------- | --- | - | - | - | - | -- | -- | ---- |
| 1    | États-Unis | 9   | 3 | 3 | 0 | 0 | 18 | 0  | +18  |
| 2    | Suède      | 6   | 3 | 2 | 0 | 1 | 7  | 3  | +4   |
| 3    | Chili      | 3   | 3 | 1 | 0 | 2 | 2  | 5  | -3   |
| 4    | Thaïlande  | 0   | 3 | 0 | 0 | 3 | 1  | 20 | -19  |

#### Chili - Suède
| Match 11           | Chili                    | 0 - 2   | Suède                                  | Roazhon Park, Rennes                                                        |                                                                             |
| 11 juin 2019 18:00 |                          | (0 - 0) | 83e Asllani · 90+4e Janogy ( Anvegård) | Spectateurs : 15 875 Arbitrage : Lucila Venegas Arbitre vidéo : Chris Beath | Spectateurs : 15 875 Arbitrage : Lucila Venegas Arbitre vidéo : Chris Beath |
| 11 juin 2019 18:00 | Guerrero 78e · López 90e | Rapport | 67e Eriksson                           | Spectateurs : 15 875 Arbitrage : Lucila Venegas Arbitre vidéo : Chris Beath | Spectateurs : 15 875 Arbitrage : Lucila Venegas Arbitre vidéo : Chris Beath |

| Chili | Suède |

| CHILI :         |    |                    |       |     |
|                 |    |                    |       |     |
| Gardien de but  | 1  | Christiane Endler  |       |     |
|                 | 15 | Su Helen Galaz     |       |     |
|                 | 3  | Carla Guerrero     | 78e   |     |
|                 | 18 | Camila Sáez        |       |     |
|                 | 17 | Javiera Toro       |       |     |
|                 | 8  | Karen Araya        |       |     |
|                 | 10 | Yanara Aedo        |       | 84e |
|                 | 4  | Francisca Lara     |       |     |
|                 | 20 | Daniela Zamora     |       |     |
|                 | 9  | María José Urrutia |       | 59e |
|                 | 21 | Rosario Balmaceda  |       |     |
| Remplaçantes :  |    |                    |       |     |
|                 | 11 | Yessenia López     | 90+6e | 59e |
|                 | 2  | Rocío Soto         |       | 84e |
| Sélectionneur : |    |                    |       |     |
| José Letelier   |    |                    |       |     |

| SUÈDE :           |    |                    |     |     |
|                   |    |                    |     |     |
| Gardien de but    | 1  | Hedvig Lindahl     |     |     |
|                   | 4  | Hanna Glas         |     |     |
|                   | 5  | Nilla Fischer      |     |     |
|                   | 3  | Linda Sembrant     |     |     |
|                   | 6  | Magdalena Eriksson | 67e |     |
|                   | 23 | Elin Rubensson     |     | 81e |
|                   | 9  | Kosovare Asllani   |     |     |
|                   | 17 | Caroline Seger     |     |     |
|                   | 10 | Sofia Jakobsson    |     |     |
|                   | 11 | Stina Blackstenius |     | 65e |
|                   | 18 | Fridolina Rolfö    |     | 65e |
| Remplaçantes :    |    |                    |     |     |
|                   | 19 | Anna Anvegård      |     | 65e |
|                   | 8  | Lina Hurtig        |     | 65e |
|                   | 7  | Madelen Janogy     |     | 81e |
| Sélectionneur :   |    |                    |     |     |
| Peter Gerhardsson |    |                    |     |     |

| Assistantes : Mayte Chavez Enedina Caudillo Quatrième arbitre : Marie-Soleil Beaudoin Arbitre vidéo : Christopher Beath Assistants arbitre vidéo : Kylie Cockburn Mohammed Abdulla Mohammed Femme du Match : Kosovare Asllani |

#### États-Unis - Chili
| Match 23           | États-Unis                                                           | 3 – 0   | Chili                                | Parc des Princes, Paris                       |                                               |
| 16 juin 2019 18:00 | Lloyd 11e · ( Davidson) Ertz 26e · ( Davidson) Lloyd 35e · Lloyd 81e | (3 - 0) |                                      | Spectateurs : 45 594 Arbitrage : Riem Hussein | Spectateurs : 45 594 Arbitrage : Riem Hussein |
| 16 juin 2019 18:00 | Horan 23e · Long 88e                                                 | Rapport | 76e Lara · 80e Huenteo · 90+4e Galaz | Spectateurs : 45 594 Arbitrage : Riem Hussein | Spectateurs : 45 594 Arbitrage : Riem Hussein |

| États-Unis | Chili |

| ÉTATS-UNIS :     |    |                  |               |     |
|                  |    |                  |               |     |
| Gardien de but   | 1  | Alyssa Naeher    |               |     |
|                  | 12 | Tierna Davidson  |               |     |
|                  | 4  | Becky Sauerbrunn |               |     |
|                  | 7  | Abby Dahlkemper  |               | 82e |
|                  | 11 | Ali Krieger      |               |     |
|                  | 9  | Lindsey Horan    | 23e           | 59e |
|                  | 8  | Julie Ertz       | 26e           | 46e |
|                  | 6  | Morgan Brian     |               |     |
|                  | 2  | Mallory Pugh     |               |     |
|                  | 10 | Carli Lloyd      | 11e, 35e, 81e |     |
|                  | 23 | Christen Press   |               |     |
| Remplaçantes :   |    |                  |               |     |
|                  | 22 | Jessica McDonald |               | 46e |
|                  | 20 | Allie Long       | 88e           | 59e |
|                  | 14 | Emily Sonnett    |               | 82e |
| Sélectionneuse : |    |                  |               |     |
| Jill Ellis       |    |                  |               |     |

| CHILI :         |    |                    |       |     |
|                 |    |                    |       |     |
| Gardien de but  | 1  | Christiane Endler  |       |     |
|                 | 17 | Javiera Toro       |       |     |
|                 | 18 | Camila Sáez        |       |     |
|                 | 3  | Carla Guerrero     |       |     |
|                 | 15 | Su Helen Galaz     | 90+4e |     |
|                 | 6  | Claudia Soto       |       | 46e |
|                 | 8  | Karen Araya        |       |     |
|                 | 4  | Francisca Lara     | 76e   | 89e |
|                 | 21 | Rosario Balmaceda  |       |     |
|                 | 9  | María José Urrutia |       | 68e |
|                 | 20 | Daniela Zamora     |       |     |
| Remplaçantes :  |    |                    |       |     |
|                 | 11 | Paloma López       |       | 46e |
|                 | 19 | Yessenia Huenteo   | 80e   | 68e |
|                 | 14 | Daniela Pardo      |       | 89e |
| Sélectionneur : |    |                    |       |     |
| José Letelier   |    |                    |       |     |

| Assistantes : Kylie Cockburn Mihaela Tepusa Quatrième arbitre : Esther Staubli Arbitre vidéo : Clément Turpin Assistants arbitre vidéo : Maryna Striletska Drew Fischer Femme du Match : Christiane Endler |

#### Thaïlande - Chili
| Match 36           | Thaïlande                  | 0 - 2   | Chili                                     | Roazhon Park, Rennes                                                              |                                                                                   |
| 20 juin 2019 21:00 |                            | (0 - 0) | 48e (csc) Boonsing · 80e Urrutia ( López) | Spectateurs : 13 567 Arbitrage : Anna-Marie Keighley Arbitre vidéo : Paolo Valeri | Spectateurs : 13 567 Arbitrage : Anna-Marie Keighley Arbitre vidéo : Paolo Valeri |
| 20 juin 2019 21:00 | Sornsai 59e · Boonsing 85e | Rapport |                                           | Spectateurs : 13 567 Arbitrage : Anna-Marie Keighley Arbitre vidéo : Paolo Valeri | Spectateurs : 13 567 Arbitrage : Anna-Marie Keighley Arbitre vidéo : Paolo Valeri |

| Thaïlande | Chili |

| THAÏLANDE :              |    |                       |     |       |
|                          |    |                       |     |       |
| Gardien de but           | 1  | Waraporn Boonsing     | 85e |       |
|                          | 9  | Warunee Phetwiset     |     | 90+1e |
|                          | 3  | Natthakarn Chinwong   |     |       |
|                          | 19 | Pitsamai Sornsai      | 59e |       |
|                          | 10 | Sunisa Srangthaisong  |     |       |
|                          | 5  | Ainon Phancha         |     |       |
|                          | 6  | Pikul Khueanpet       |     |       |
|                          | 8  | Miranda Nild          |     |       |
|                          | 12 | Rattikan Thongsombut  |     | 58e   |
|                          | 7  | Silawan Intamee       |     | 73e   |
|                          | 21 | Kanjana Sungngoen     |     |       |
| Remplaçantes :           |    |                       |     |       |
|                          | 15 | Orapin Waenngoen      |     | 58e   |
|                          | 11 | Sudarat Chucheun      |     | 73e   |
|                          | 2  | Kanjanaporn Saengkoon |     | 90+1e |
| Sélectionneur :          |    |                       |     |       |
| Nuengruethai Sathongwien |    |                       |     |       |

| CHILI :         |    |                    |  |     |     |
|                 |    |                    |  |     |     |
| Gardien de but  | 1  | Christiane Endler  |  |     |     |
|                 | 2  | Rocío Soto         |  |     |     |
|                 | 3  | Carla Guerrero     |  |     |     |
|                 | 18 | Camila Sáez        |  |     |     |
|                 | 4  | Francisca Lara     |  |     |     |
|                 | 8  | Karen Araya        |  | 46e |     |
|                 | 10 | Yanara Aedo        |  |     |     |
|                 | 11 | Yessenia López     |  |     |     |
|                 | 20 | Daniela Zamora     |  |     |     |
|                 | 21 | Rosario Balmaceda  |  |     |     |
|                 | 9  | María José Urrutia |  |     |     |
| Remplaçantes :  |    |                    |  |     |     |
|                 | 13 | Javiera Grez       |  | 46e | 88e |
|                 | 7  | María José Rojas   |  |     | 88e |
| Sélectionneur : |    |                    |  |     |     |
| José Letelier   |    |                    |  |     |     |

| Assistantes : Sarah Jones Maria Salamasina Quatrième arbitre : Gladys Lengwe Arbitre vidéo : Paolo Valeri Assistants arbitre vidéo : Mihaela Tepusa Drew Fischer Femme du Match : María José Urrutia |

## Temps de jeu
| Joueuses           |            |            |            | TT         | But inscrit | Passe décisive | MJ         | MT         | Légende |
| ------------------ | ---------- | ---------- | ---------- | ---------- | ----------- | -------------- | ---------- | ---------- | --- |
| Gardiennes         | Gardiennes | Gardiennes | Gardiennes | Gardiennes | Gardiennes  | Gardiennes     | Gardiennes | Gardiennes | Abréviations et symboles : TT : Total de minutes jouées MJ : Nombre de matchs joués MT : Matchs joués en tant que titulaire : but : passe décisive : joueuse entrée : joueuse remplacée : capitaine : carton jaune : carton rouge |
| Christiane Endler  | 90         | 90         | 90         | 270        | -           | -              | 3          | 3          | Abréviations et symboles : TT : Total de minutes jouées MJ : Nombre de matchs joués MT : Matchs joués en tant que titulaire : but : passe décisive : joueuse entrée : joueuse remplacée : capitaine : carton jaune : carton rouge |
| Natalia Campos     | -          | -          | -          | -          | -           | -              | -          | -          | Abréviations et symboles : TT : Total de minutes jouées MJ : Nombre de matchs joués MT : Matchs joués en tant que titulaire : but : passe décisive : joueuse entrée : joueuse remplacée : capitaine : carton jaune : carton rouge |
| Ryann Torrero      | -          | -          | -          | -          | -           | -              | -          | -          | Abréviations et symboles : TT : Total de minutes jouées MJ : Nombre de matchs joués MT : Matchs joués en tant que titulaire : but : passe décisive : joueuse entrée : joueuse remplacée : capitaine : carton jaune : carton rouge |
| Défenseures        |            |            |            |            |             |                |            |            | Abréviations et symboles : TT : Total de minutes jouées MJ : Nombre de matchs joués MT : Matchs joués en tant que titulaire : but : passe décisive : joueuse entrée : joueuse remplacée : capitaine : carton jaune : carton rouge |
| Rocío Soto         | 6          | -          | 90         | 96         | -           | -              | 2          | 1          | Abréviations et symboles : TT : Total de minutes jouées MJ : Nombre de matchs joués MT : Matchs joués en tant que titulaire : but : passe décisive : joueuse entrée : joueuse remplacée : capitaine : carton jaune : carton rouge |
| Carla Guerrero     | 90         | 90         | 90         | 270        | -           | -              | 3          | 3          | Abréviations et symboles : TT : Total de minutes jouées MJ : Nombre de matchs joués MT : Matchs joués en tant que titulaire : but : passe décisive : joueuse entrée : joueuse remplacée : capitaine : carton jaune : carton rouge |
| Valentina Díaz     | -          | -          | -          | -          | -           | -              | -          | -          | Abréviations et symboles : TT : Total de minutes jouées MJ : Nombre de matchs joués MT : Matchs joués en tant que titulaire : but : passe décisive : joueuse entrée : joueuse remplacée : capitaine : carton jaune : carton rouge |
| Su Helen Galaz     | 90         | 90         | -          | 180        | -           | -              | 2          | 2          | Abréviations et symboles : TT : Total de minutes jouées MJ : Nombre de matchs joués MT : Matchs joués en tant que titulaire : but : passe décisive : joueuse entrée : joueuse remplacée : capitaine : carton jaune : carton rouge |
| Javiera Toro       | 90         | 90         | -          | 180        | -           | -              | 2          | 2          | Abréviations et symboles : TT : Total de minutes jouées MJ : Nombre de matchs joués MT : Matchs joués en tant que titulaire : but : passe décisive : joueuse entrée : joueuse remplacée : capitaine : carton jaune : carton rouge |
| Camila Sáez        | 90         | 90         | 90         | 270        | -           | -              | 3          | 3          | Abréviations et symboles : TT : Total de minutes jouées MJ : Nombre de matchs joués MT : Matchs joués en tant que titulaire : but : passe décisive : joueuse entrée : joueuse remplacée : capitaine : carton jaune : carton rouge |
| Milieux            |            |            |            |            |             |                |            |            | Abréviations et symboles : TT : Total de minutes jouées MJ : Nombre de matchs joués MT : Matchs joués en tant que titulaire : but : passe décisive : joueuse entrée : joueuse remplacée : capitaine : carton jaune : carton rouge |
| Francisca Lara     | 90         | 89         | 90         | 269        | -           | -              | 3          | 3          | Abréviations et symboles : TT : Total de minutes jouées MJ : Nombre de matchs joués MT : Matchs joués en tant que titulaire : but : passe décisive : joueuse entrée : joueuse remplacée : capitaine : carton jaune : carton rouge |
| Claudia Soto       | -          | 46         | -          | 46         | -           | -              | 1          | 1          | Abréviations et symboles : TT : Total de minutes jouées MJ : Nombre de matchs joués MT : Matchs joués en tant que titulaire : but : passe décisive : joueuse entrée : joueuse remplacée : capitaine : carton jaune : carton rouge |
| Karen Araya        | 90         | 90         | 46         | 226        | -           | -              | 3          | 3          | Abréviations et symboles : TT : Total de minutes jouées MJ : Nombre de matchs joués MT : Matchs joués en tant que titulaire : but : passe décisive : joueuse entrée : joueuse remplacée : capitaine : carton jaune : carton rouge |
| Yessenia López     | 31         | 44         | 90         | 165        | -           | 1              | 3          | 1          | Abréviations et symboles : TT : Total de minutes jouées MJ : Nombre de matchs joués MT : Matchs joués en tant que titulaire : but : passe décisive : joueuse entrée : joueuse remplacée : capitaine : carton jaune : carton rouge |
| Daniela Pardo      | -          | 1          | -          | 1          | -           | -              | 1          | -          | Abréviations et symboles : TT : Total de minutes jouées MJ : Nombre de matchs joués MT : Matchs joués en tant que titulaire : but : passe décisive : joueuse entrée : joueuse remplacée : capitaine : carton jaune : carton rouge |
| Ana Gutiérrez      | -          | -          | -          | -          | -           | -              | -          | -          | Abréviations et symboles : TT : Total de minutes jouées MJ : Nombre de matchs joués MT : Matchs joués en tant que titulaire : but : passe décisive : joueuse entrée : joueuse remplacée : capitaine : carton jaune : carton rouge |
| Elisa Durán        | -          | -          | -          | -          | -           | -              | -          | -          | Abréviations et symboles : TT : Total de minutes jouées MJ : Nombre de matchs joués MT : Matchs joués en tant que titulaire : but : passe décisive : joueuse entrée : joueuse remplacée : capitaine : carton jaune : carton rouge |
| Attaquantes        |            |            |            |            |             |                |            |            | Abréviations et symboles : TT : Total de minutes jouées MJ : Nombre de matchs joués MT : Matchs joués en tant que titulaire : but : passe décisive : joueuse entrée : joueuse remplacée : capitaine : carton jaune : carton rouge |
| María José Rojas   | -          | -          | 2          | 2          | -           | -              | 1          | -          | Abréviations et symboles : TT : Total de minutes jouées MJ : Nombre de matchs joués MT : Matchs joués en tant que titulaire : but : passe décisive : joueuse entrée : joueuse remplacée : capitaine : carton jaune : carton rouge |
| María José Urrutia | 59         | 68         | 90         | 217        | 1           | -              | 3          | 3          | Abréviations et symboles : TT : Total de minutes jouées MJ : Nombre de matchs joués MT : Matchs joués en tant que titulaire : but : passe décisive : joueuse entrée : joueuse remplacée : capitaine : carton jaune : carton rouge |
| Yanara Aedo        | 84         | -          | 90         | 174        | -           | -              | 2          | 2          | Abréviations et symboles : TT : Total de minutes jouées MJ : Nombre de matchs joués MT : Matchs joués en tant que titulaire : but : passe décisive : joueuse entrée : joueuse remplacée : capitaine : carton jaune : carton rouge |
| Javiera Grez       | -          | -          | 42         | 42         | -           | -              | 1          | -          | Abréviations et symboles : TT : Total de minutes jouées MJ : Nombre de matchs joués MT : Matchs joués en tant que titulaire : but : passe décisive : joueuse entrée : joueuse remplacée : capitaine : carton jaune : carton rouge |
| Yessenia Huenteo   | -          | 22         | -          | 22         | -           | -              | 1          | -          | Abréviations et symboles : TT : Total de minutes jouées MJ : Nombre de matchs joués MT : Matchs joués en tant que titulaire : but : passe décisive : joueuse entrée : joueuse remplacée : capitaine : carton jaune : carton rouge |
| Daniela Zamora     | 90         | 90         | 90         | 270        | -           | -              | 3          | 3          | Abréviations et symboles : TT : Total de minutes jouées MJ : Nombre de matchs joués MT : Matchs joués en tant que titulaire : but : passe décisive : joueuse entrée : joueuse remplacée : capitaine : carton jaune : carton rouge |
| Rosario Balmaceda  | 90         | 90         | 90         | 270        | -           | -              | 3          | 3          | Abréviations et symboles : TT : Total de minutes jouées MJ : Nombre de matchs joués MT : Matchs joués en tant que titulaire : but : passe décisive : joueuse entrée : joueuse remplacée : capitaine : carton jaune : carton rouge |
| Total              |            |            |            |            |             |                |            |            | Abréviations et symboles : TT : Total de minutes jouées MJ : Nombre de matchs joués MT : Matchs joués en tant que titulaire : but : passe décisive : joueuse entrée : joueuse remplacée : capitaine : carton jaune : carton rouge |
| Équipe du Chili    | 90         | 90         | 90         | 270        | 1           | 1              | 3          | -          | Abréviations et symboles : TT : Total de minutes jouées MJ : Nombre de matchs joués MT : Matchs joués en tant que titulaire : but : passe décisive : joueuse entrée : joueuse remplacée : capitaine : carton jaune : carton rouge |

### Autres références
1. ↑  (es) El Mostrador, « “Históricas”, el documental de la Roja Femenina que muestra sus pasos en el Mundial de Francia 2019, rompiendo con los roles de género », sur El Mostrador, 10 juin 2021 (consulté le 21 juillet 2021)
2. ↑  « Coupe du monde féminine. Découvrez tous les maillots des équipes en lice », sur ouest-france.fr, 3 juin 2019 (consulté le 5 décembre 2019)